# Diócesis de Stockton
La diócesis de Stockton (en latín: Dioecesis Stocktoniensis y en inglés: Roman Catholic Diocese of Stockton) es una circunscripción eclesiástica de la Iglesia católica en Estados Unidos. Se trata de una diócesis latina, sufragánea de la arquidiócesis de San Francisco. Desde el 23 de enero de 2018 su obispo es Myron Joseph Cotta.

## Territorio y organización
La diócesis tiene 15 995 km² y extiende su jurisdicción sobre los fieles católicos de rito latino residentes en el estado de California en los 7 condados de: Alpine, Calaveras, Mono, San Joaquin, Solano, Stanislaus y Tuolumne.
La sede de la diócesis se encuentra en la ciudad de Stockton, en donde se halla la Catedral de la Anunciación.
En 2020 en la diócesis existían 35 parroquias.

## Historia
La diócesis fue erigida el 13 de enero de 1962 con la bula Ineunte vere del papa Juan XXIII, obteniendo el territorio de la diócesis de Sacramento (condados de Calaveras, Mono, San Joaquin, Stanislaus y Tuolumne) y de la arquidiócesis de San Francisco (condado de Solano).
El 9 de agosto de 1963, con la carta apostólica Angelica salutatio, el papa Pablo VI proclamó a la Santísima Virgen María de la Anunciación (Beatissimam Virginem Mariam ab Angelo salutatam, seu sub titulo «Annuntiationis») como patrona principal de la diócesis.
El 15 de septiembre de 1966 la diócesis se expandió al incorporar el condado de Alpine, anteriormente incluido en la diócesis de Sacramento.
En 2012 la diócesis se vio envuelta en un escándalo relacionado con el abuso sexual de menores por parte de su sacerdote, Michael Kelly. La diócesis acordó resolver una demanda civil en la que fue acusada por una víctima de Kelly, quien en la década de 1980 había abusado de un entonces monaguillo. El acuerdo prevé el pago de $3.75 millones de dólares a la víctima.

## Estadísticas
Según el Anuario Pontificio 2021 la diócesis tenía a fines de 2020 un total de 226 482 fieles bautizados.
| Año                                                                             | Población            | Población | Población      | Sacerdotes | Sacerdotes    | Sacerdotes    | Bautizados por sacerdote | Diáconos permanentes | Religiosos | Religiosos | Parroquias |
| Año                                                                             | Bautizados católicos | Total     | % de católicos | Total      | Clero secular | Clero regular | Bautizados por sacerdote | Diáconos permanentes | Varones    | Mujeres    | Parroquias |
| ------------------------------------------------------------------------------- | -------------------- | --------- | -------------- | ---------- | ------------- | ------------- | ------------------------ | -------------------- | ---------- | ---------- | ---------- |
| 1966                                                                            | 86 337               | 481 000   | 17.9           | 68         | 48            | 20            | 1269                     |                      | 31         | 132        | 28         |
| 1970                                                                            | 92 100               | 504 000   | 18.3           | 82         | 57            | 25            | 1123                     | 2                    | 27         |            | 30         |
| 1976                                                                            | 104 522              | 564 110   | 18.5           | 85         | 60            | 25            | 1229                     |                      | 30         | 105        | 31         |
| 1980                                                                            | 112 610              | 628 960   | 17.9           | 84         | 52            | 32            | 1340                     | 1                    | 38         | 93         | 31         |
| 1990                                                                            | 163 058              | 900 190   | 18.1           | 89         | 58            | 31            | 1832                     | 18                   | 38         | 72         | 31         |
| 1999                                                                            | 171 622              | 1 069 310 | 16.0           | 89         | 68            | 21            | 1928                     | 35                   | 4          | 66         | 32         |
| 2000                                                                            | 183 000              | 1 069 310 | 17.1           | 89         | 80            | 9             | 2056                     | 34                   | 12         | 81         | 32         |
| 2001                                                                            | 205 350              | 1 102 053 | 18.6           | 88         | 74            | 14            | 2333                     | 34                   | 18         | 64         | 32         |
| 2002                                                                            | 216 919              | 1 122 741 | 19.3           | 94         | 79            | 15            | 2307                     | 34                   | 20         | 54         | 32         |
| 2003                                                                            | 204 318              | 1 175 538 | 17.4           | 87         | 73            | 14            | 2348                     | 32                   | 17         | 69         | 33         |
| 2004                                                                            | 207 493              | 1 234 010 | 16.8           | 89         | 73            | 16            | 2331                     | 41                   | 21         | 66         | 33         |
| 2010                                                                            | 233 152              | 1 312 111 | 17.8           | 95         | 83            | 12            | 2454                     | 47                   | 16         | 61         | 34         |
| 2014                                                                            | 240 000              | 1 351 000 | 17.8           | 92         | 77            | 15            | 2608                     | 46                   | 17         | 49         | 36         |
| 2016                                                                            | 250 692              | 1 361 162 | 18.4           | 97         | 83            | 14            | 2584                     | 51                   | 15         | 51         | 35         |
| 2017                                                                            | 253 600              | 1 376 940 | 18.4           | 89         | 78            | 11            | 2849                     | 55                   | 12         | 40         | 35         |
| 2020                                                                            | 226 482              | 1 417 260 | 16.0           | 102        | 84            | 18            | 2220                     | 43                   | 19         | 50         | 35         |
| Fuente: Catholic-Hierarchy, que a su vez toma los datos del Anuario Pontificio. |                      |           |                |            |               |               |                          |                      |            |            |            |

## Episcopologio
- Hugh Aloysius Donohoe † (27 de enero de 1962-22 de agosto de 1969 nombrado obispo de Fresno)
- Merlin Joseph Guilfoyle † (12 de noviembre de 1969-4 de septiembre de 1979 renunció)
- Roger Michael Mahony (15 de febrero de 1980-16 de julio de 1985 nombrado arzobispo de Los Ángeles)
- Donald William Montrose † (17 de diciembre de 1985-18 de enero de 1999 renunció)
- Stephen Edward Blaire † (18 de enero de 1999-23 de enero de 2018 retirado)
- Myron Joseph Cotta, desde el 23 de enero de 2018